# Lennart Hirschfeldt
Sven Lennart Hirschfeldt, född 17 augusti 1917 i Engelbrekts församling i Stockholm, död 31 maj 2004 i Helga Trefaldighets församling i Uppsala, var en svensk journalist.

## Biografi
Hirschfeldt avlade filosofie licentiatexamen 1947. Han var verkställande direktör för Utrikespolitiska Institutet 1948–1960 och chefredaktör och ansvarig utgivare för Upsala Nya Tidning 1960–1982.
Hirschfeldt var även ledamot av styrelsen för Utrikespolitiska Institutet 1948–1966, utrikespolitisk kommentator i Sveriges Radio 1949–1961, ledamot av Beredskapsnämnden för psykologiskt försvar 1962–1974 och dess ordförande 1980–1983, ordförande i Publicistklubben 1963–1966, ledamot av styrelsen för Svenska Tidningsutgivareföreningen 1972–1982 och dess ordförande 1977–1982, ledamot av styrelsen för Uppsala universitet 1977–1980, ledamot av styrelsen för Pressbyråföretagen AB 1979–1981 och ordförande i styrelsen för Upsala Nya Tidning 1983–1995. År 1993 blev han filosofie hedersdoktor vid Uppsala universitet.